# LUN
LUN или Logical Unit Number — это адрес диска (в ранних версиях) или дискового устройства в сетях хранения (современное использование). 

## Использование
Изначально, термин использовался в протоколе SCSI как метод адресации дисков в пределах устройства с одним SCSI Target ID, такого как дисковый массив. LUN не означает отдельный жесткий диск, скорее он определяет виртуальный раздел в RAID-массиве. При этом один и тот же виртуальный раздел массива может иметь разные значения LUN для разных хостов, которым этот LUN назначен. Также возможно наличие на одном хосте одинаковых LUN, принадлежащих разным системам хранения (разным SCSI Target ID).
Таким образом, полный адрес диска (физического раздела жёсткого диска) на SCSI-устройстве складывается из SCSI Target ID (уникального для хоста и определяемого драйвером) и  LUN, уникального в пределах SCSI-устройства и назначаемого ему в настройках или автоматически по порядку.
На данный момент, как правило, этот термин используется в сетях хранения данных.